# Michael Rietzke
Michael Rietzke (* 24. März 1952 in Leverkusen, Nordrhein-Westfalen) ist ein deutscher Komponist, Musiker und Autor. Er veröffentlichte bisher 20 Musikalben.
Seine Musik ist geprägt durch Anleihen bei Rock, Jazz, klassischer und zeitgenössischer Musik. Die häufig satirischen Texte nehmen Bezug auf gesellschaftliches, wirtschaftliches und politisches Zeitgeschehen. Rietzkes Hauptinstrument war die elektrische und die akustische Gitarre. Auf den meisten seiner Alben sang er die Leadstimme. Außerdem spielte er E-Bass und Keyboard.
Seit 1992 arbeitet er als freischaffender Komponist. Er lebt in Isernhagen (Niedersachsen).

## Musikalischer Werdegang
Zu Rietzkes frühen musikalischen Einflüssen zählen auch südosteuropäische, spanische sowie arabische Musik. Die slawische Musik und ihre Skalen brachten ihm seine Familienmitglieder väterlicherseits näher. Sein Vater Hans Rietzke war Bassist im Rheinland für Tanzmusik und Jazz.

### Ausbildung und erste Bands
Rietzke erhielt Klavierunterricht an der städtischen Musikschule in Leverkusen, das Gitarrenspiel lernte er autodidaktisch.
Mitte der 1970er besuchte Rietzke als Gasthörer Vorlesungen im Fach Komposition an der Hochschule für Musik in Hannover. Von 1970 bis 1979 spielte er als Gitarrist in verschiedenen Rock- und Jazzgruppen in Leverkusen, Hamburg und Hannover.

### The Locals

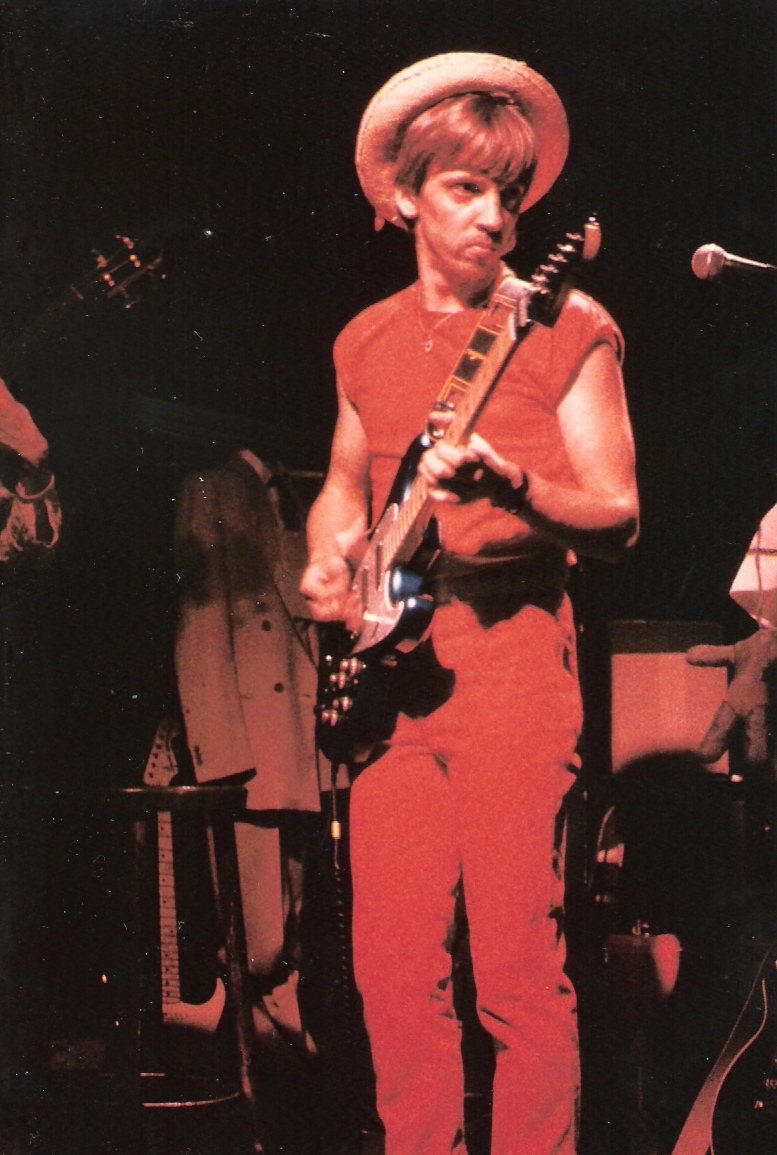
Michael Rietzke im Leine Domicil in Hannover

1979 gründete Rietzke die Tour-Band The Locals in Hannover. Sie bestanden bis 1983 und trat mit häufig wechselnden Besetzungen und gelegentlich mit Unterstützung von Gastmusikern auf. Sein Debütalbum Young Lovers, mit Thomas Quasthoff als Gastsänger hielt sich in den Hannover Charts
mehrere Wochen unter den Top 10. Young Lovers war gespickt mit satirischen und politischen Aussagen zu damaligen gesellschaftlichen Fragestellungen.

### MR
Ab 1981 arbeitete MR an eigenen Produktionen unter seinem Label Pizzo Records. Dieses Material wurde auch fester Bestandteil der Clubtouren der Locals bis 1983. 1981 erschien die Single Ride on mit der B-Seite Dance for me, die Rietzke gemeinsam mit den Eruption-Musikern Morgan Perrineau (Bass), Gerry Williams (Keyboard) sowie Ralf Piefkowski produzierte. Das ebenfalls 1981 unter MR eingespielte Album Never mind wurde als harsche Antwort auf die wachsende industriell gefertigte und vermarktete Rock- und Popmusik konzipiert und zeigt deutlich Rietzkes Position als aufmerksamer und kritischer Beobachter gesellschaftlicher Entwicklungen. Auf dem 1982 eingespielten MR-Album Best of finden sich alle restlichen und relevanten MR-Songs der Locals-Tourneen von 1981 bis 1983, die von der gleichen Besetzung wie bei Never mind eingespielt wurden. Das Album realisierte Rietzke in seiner jetzt vorliegenden Form 1990.  Mit In my heaven legte Rietzke 1983 sein erstes Solo-Album mit Gitarrensoli vor. Im selben Jahr spielte er ebenfalls das Album Love is not easy ein.
Im Frühjahr 1984 kurz vor der Auflösung seiner Tour-Band The Locals produzierte Rietzke mit denselben Musikern. Of your own risk. Mitte 1984 entstand The Best, das ironischste und musikalisch ausgefeilteste Album seiner bisherigen Arbeit im Horus Sound Studio von Frank Bornemann, welches er mittlerweile wegen der technischen Ausstattung und der Atmosphäre schätzte. Auf der Suche nach einem geeigneten Toningenieur lernte Rietzke Thomas Stiehler aus Berlin kennen, der gerade mit der hannoverschen Band Eloy im Horus Sound Studio arbeitete. Beide verstanden sich und begannen Mitte 1984 mit der Arbeit an The Best. Produziert wurde das Album gemeinsam von Thomas Stiehler, Ralf Piefkowski, (der auch alle Keyboardparts übernahm), Rietzke selbst, (der sämtliche Gitarren-Soloteile spielte und die meisten Songs sang), sowie Klaus Schulze, (der mit seinen Synthesizer-Alben Anfang der 1980er weltweit bekannt wurde) der The Best auf seinem eigenen Label herausbrachte.
1985 begann Rietzke mit der Arbeit der beiden nachfolgenden Pop-Alben Rendezvous und Michelangelo. Die „Basics“ wurden im Hansa Studio in Berlin mit Eric Kingsley, Ex-Eruption (Drums) und Derryl Barns (Bass), Ralf Piefkowski, (Keyboards) unter der Leitung von Thomas Stiehler aufgenommen. Zwischen 1987 und 1989 experimentierte Rietzke mit verschiedenen Synthesizern, Sampler- und Sequenzer-Programmen im eigenen Studio. Er entschloss sich 1989, dieses Material unter dem Instrumental-Album Don’t expect anything einzuspielen. Die weltpolitischen Ereignisse von 1989 und 1990 veranlassten ihn 1991 ein weiteres provokantes Album aufzunehmen: Back to the roots ist eine scharfe und ironische Auseinandersetzung mit den vermeintlichen Siegern und Verlierern der Umwälzungen jener Jahre. Von 1991 bis 1993 arbeitete Rietzke an der Konzeption des Hörspektakels Der Prediger und begann in Zusammenarbeit mit Thomas Stiehler (Gold Album mit Marillion 1985) in Berlin an der Einspielung des Dreier-Albums, welche 1995 abgeschlossen wurde. Angetrieben durch die Realisation des Predigers verarbeitete Rietzke weiteres authentisches Klangmaterial, dass er in vielen Jahren in Huéscar (Provinz Granada) und Orten in Südosteuropa gesammelt, aufgeschrieben oder aufgenommen hatte. Dieses Material fügte er 1996 auf dem Album la visita zusammen.

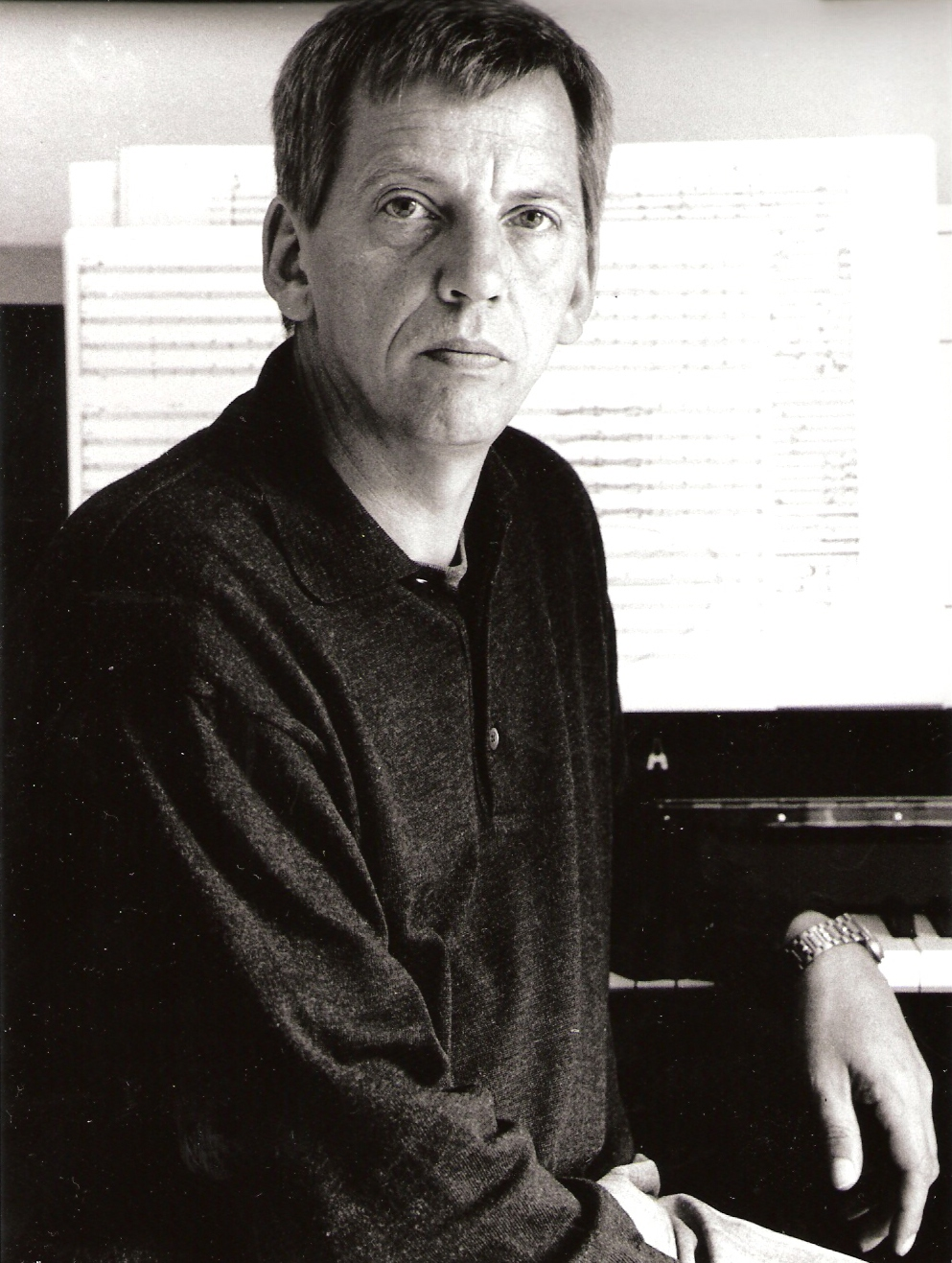
Michael Rietzke kurz vor der Uraufführung des 1. Streichquintetts

Zwischen 1996 und 2006 widmete sich Rietzke ausschließlich dem Komponieren. In diesen Jahren entstanden 1997 das 1. Streichquintett (2009 umgeschrieben als 1. Streichquartett), welches am 5. September 1998 mit den jungen Musiker des NCC Berlin in Isernhagen uraufgeführt wurde. Dem 1. Streichquintett lag eine Ballett-Idee mit dem Titel Minka zugrunde. Die Geschichte eines archaischen Tanzwettbewerbs zwischen slawischen Stämmen. Ebenfalls 1997 entstanden die 10 Miniaturen für gemischtes Sextett, die Rietzke 2009 für ein Bläsersextett überarbeitete. Die Serenade für Streichorchester sowie die Drei Impressionen für Orchester folgten 1998. In den beiden darauffolgenden Jahren komponierte er jeweils das 1. Konzert für Orchester und das 2. Konzert für Orchester, die er beide bis 2009 mehrfach überarbeitete sowie die Serenade für Streichorchester, die später als Fantasie für Streichorchester (Sphäre IV) in die Reihe der Sphärenkonzerte aufgenommen wurde.
Auf Wunsch von Thomas Stiehler schrieb Rietzke das Konzert für Violine und Streichorchester im Jahre 2000. Mit dieser Komposition entwickelte sich die Idee, eine eigene Werkreihe von Solokonzerten mit der Bezeichnung „Sphärenkonzerte“ zu komponieren. Rietzke verfolgte mit den Stücken die Idee, dem Solisten fließend zwischen Tradition und Moderne, neue Möglichkeiten der Interpretation zu bieten. Es folgten alleine in 2000 und 2001 vier weitere dieser Solokonzerte. Die Reihe setzte sich dann letztlich zusammen aus: Konzert für Violine und Streichorchester (2000) op6 (Sphäre I, Bearbeitung 2007), Musik für Violine und Akkordeon (2000) op7 (Sphäre II, Bearbeitung 2007 umgeschrieben als Musik für Violine und Klavier 2009), das Konzert für Flöte und Streichorchester (2000) op9 (Sphäre III, Bearbeitung 2007), die Fantasie für Streichorchester (2000) op10 (Sphäre IV, Bearbeitung 2007), das Klavierkonzert Nr. 1 (2001) op11 (Sphäre V, Bearbeitung 2007). 2006 folgte als vorerst letztes Werk dieser Reihe Musik für Bassklarinette und Streichorchester (2006) op13 (Sphäre VI). Dazwischen komponierte Rietzke die Musik für 2 Pianos und Perkussion (2001, Bearbeitung 2007) op12 sowie 2006 sein Ave Maria für 2 Stimmen (2006) ein Auftragswerk von Thomas Stiehler, welches bei Bella Musica, Baden-Baden veröffentlicht wurde. 2007 veröffentlichte Rietzke Experimente als Promotion CD für „progressive“ Radiosender aus dem öffentlich-rechtlichen Bereich Deutschlands. Das Stück The Whale auf dieser CD ist ein für Sequenzer und Samples durchkomponiertes Stück.
Nach den Jahren der konventionell-klassisch komponierten Werke von 1996 bis 2006 entschloss sich Rietzke nach Sichtung des musikalischen Materials seines Archivs zur Veröffentlichung des Albums Musik im Herbst 2006, auf dem er unterschiedlichste Stücke und Songs neu sortierte und als Medleys zusammenschnitt. Er unterteilte das Material auf drei CDs in die Bereiche Instrumental, Social-Statements und Pop. Darauf finden sich frühe -wie auch erst Anfang der 1990er Jahre geschriebene Stücke. Die Cover-Gestaltung realisierte Cordula Schütze aus Hameln.
Von 2009 bis 2010 stellte Rietzke die Alben Who’s that mit den Stücken der Social Statements aus den 1980er und 1990er Jahren sowie Michelangelo’s Rendezvous mit den Popstücken von 1986/87 neu zusammen und veröffentlichte diese über seinen eigenen Verlag 2011 und 2012 im Netz. Die Veröffentlichung der Single Little white horses folgte ebenfalls 2012. Im März 2013 schloss Rietzke seine letzte Klangkomposition mit der Einspielung von El final de la visita ab. Dieses Album mit 7 Stücken greift die Konzeption von la visita von 1996 noch einmal auf und führt mit authentischen Musiken, Klängen und Geräuschen in die geheimnisvolle Welt des Alltags einer kleinen Stadt in Andalusien.

## Diskografie
- 1980: Young Lovers – August
- 1981: Never mind – Mai
- 1981: Ride on/Dance for me – August (Single)
- 1982: Best of – Juni
- 1983: In my heaven – Mai
- 1983: Love is not easy – November
- 1984: Of ya own risk – April
- 1985: The Best – April
- 1986: Rendezvous – Oktober
- 1987: Michelangelo – Juli
- 1989: Don’t expect anything – September
- 1991: Back to the roots – Oktober
- 1995: Der Prediger – Juni
- 1996: La visita – August
- 2006: Musik – Oktober
- 2007: Experiment – November
- 2011: Whos that – November
- 2012: Michelangelos Rendezsvous – September
- 2012: Little white horses – September (Single)
- 2013: El final de la visita – Mai

### Videos
- 2011: I’m not wasting my time-Mai
- 2011: Watcha gonna do-Mai
- 2012: Golden heaven-April
- 2012: Imágenes de Huéscar-Oktober
- 2012: Paisaje de Huéscar-Oktober

### Orchester- und Kammermusik
- 1996: 1. Streichquintett
- 1997: 10 Miniaturen für gemischtes Sextett
- 1998: Drei Impressionen für Orchester
- 1998: 1. Konzert für Orchester
- 1999: 2. Konzert für Orchester
- 2000: Konzert für Violine und Streichorchester (Sphäre I)
- 2000: Musik für Violine und Akkordeon (Sphäre II)
- 2000: Konzert für Flöte und Streichorchester (Sphäre III)
- 2000: Fantasie für Streichorchester (Sphäre IV)
- 2001: 1. Klavierkonzert (Sphäre V)
- 2001: Musik für 2 Pianos und Perkussion
- 2006: Konzert für Bassklarinette und Streichorchester
- 2006: Ave Maria für Sopran und Bariton
- 2006–2009: Überarbeitungen der kammermusikalischen- und Orchesterwerke